# Барбоне (Асти)
Барбоне је насеље у Италији у округу Асти, региону Пијемонт.
Према процени из 2011. у насељу је живело 20 становника. Насеље се налази на надморској висини од 183 м.